# تامانا (كوماموتو)
مدينة تامانا (بالإنجليزية: Tamana)‏ هي أحد المدن التابعة لمحافظة كوماموتو. تأسست رسميًا في 01/04/1954. ويقدر عدد سكانها بـ 70747 نسمة حسب تقدير مكتب الإحصاء الياباني لعام 2012. تبلغ مساحة تامانا 152.55 كم2. بكثافة سكانية تبلغ 464 نسمة/كم2.

## أعلام
- كينيتشي ماتسوكا